# Manfred Dietrich (General)
Manfred Dietrich (* 15. Februar 1944 in Kaltenkirchen) ist ein Generalleutnant außer Dienst des Heeres der Bundeswehr. Er war von 2001 bis 2005 stellvertretender Inspekteur des Heeres.

## Militärischer Werdegang
Beförderungen
- 1966 Leutnant
- 1968 Oberleutnant
- 1971 Hauptmann
- 1977 Major
- 1981 Oberstleutnant
- 1986 Oberst
- 1991 Brigadegeneral
- 1995 Generalmajor
- 2001 Generalleutnant

Dietrich trat 1964 in die Bundeswehr ein. Zunächst in der Ausbildungskompanie 11/3 in Hamburg, wurde er dann in Hamburg und Munster zum Offizier ausgebildet. Von 1966 bis 1968 war er Zugführer im Panzergrenadierbataillon 92 in Munster. 1968 wurde er Ordonnanzoffizier im HQ Allied Forces Central Europe (AFCENT) in Brunssum. 1970/71 war er S1/2 im Panzergrenadierbataillon 332 in Fürstenau. Von 1971 bis 1975 war er Kompaniechef im Panzergrenadierlehrbataillon 92 in Munster.
Von 1975 bis 1977 nahm er am 18. Generalstabslehrgang Heer an der Führungsakademie der Bundeswehr in Hamburg teil. 1977 wurde er G4 bei der Panzergrenadierbrigade 17 in Hamburg. 1979/80 durchlief er das Command and General Staff College der US Army in Fort Leavenworth, Kansas. Von 1980 bis 1982 war er Generalstabsoffizier beim stellvertretenden Generalinspekteur der Bundeswehr, Generalleutnant Helmut Heinz, in Bonn. Von 1982 bis 1984 war er Kommandeur des Panzergrenadierbataillons 72 in Hamburg. 1984 wechselte er als Referent P III 9 in das Bundesministerium der Verteidigung (BMVg) nach Bonn. Von 1986 bis 1988 war er Adjutant des Stellvertretenden Generalinspekteurs der Bundeswehr, Generalleutnant Horst Jungkurth und Generalleutnant Siegfried Storbeck. 1989 besuchte er das Royal College of Defence Studies in London. Von 1989 bis 1991 war er Kommandeur der Panzergrenadierbrigade 1 in Hildesheim.
1991 wurde er Stabsabteilungsleiter im Führungsstab des Heeres (Fü H I) und 1992 im Führungsstab der Streitkräfte (Fü S I) in Bonn. Von 1995 bis 1997 war Dietrich  Befehlshaber im Wehrbereichskommando I / Kommandeur der 6. Panzergrenadierdivision in Kiel, welche danach außer Dienst gestellt wurde. Von 1998 bis 2001 hatte er eine Verwendung im Heeresamt. In den Jahren 2001 bis 2005 bekleidete er das Amt des stellvertretenden Inspekteurs des Heeres (InspH) und wurde von Generalleutnant Jürgen Ruwe abgelöst.

## Sonstiges
Dietrich war u. a. Kuratoriumsmitglied der Gesellschaft für Wehr- und Sicherheitspolitik, Präsident des Förderkreises Deutsches Heer.

## Auszeichnungen
- 1977: General-Heusinger-Preis
- Bundesverdienstkreuz am Bande
- 1994: Bundesverdienstkreuz 1. Klasse